# فرودگاه لانگیل لیک آبی
فرودگاه لانگیل لیک آبی (به انگلیسی: Langille Lake Water Aerodrome) یک فرودگاه خصوصی است که یک باند فرود آب دارد. این فرودگاه در کشور کانادا قرار دارد و در ارتفاع ۵۶ متری از سطح دریا واقع شده است.